# Меси: прича о дечаку који је постао легенда
Меси: прича о дечаку који је постао легенда (итал. Messi, the Inside Story of the Boy who Become a Legend) је књига о аргентинском фудбалеру, Лионелу Андресу Месију (шп. Lionel Andrés Messi) који игра на позицији нападача за Париз Сен Жермен и репрезентацију Аргентине, гдје је такође и капитен, аутора Луке Каиолија (итал. Luca Caioli), објављена 2006. године у издању издавачка куће Icon Books. Српско издање књиге је обајвила издавачка кућа "Наволи" из Београда 2013. године у преводу Дејана Арсеновског и Милице Константиновић.

## О аутору
Лука Каиоли је рођен у Милану 1958. године. Као спортски новинар радио је у многим значајнијнијим редакцијама, као што су: L’Unita’, La Repubblica, Corriere della sera, La Gazzetta dello sport. Опробао се и на телевизији као шеф спортске редакције Euronews. Од 2001. живи у Мадриду, где је почео да се бави и списатељским радом. Најпознатије објављене књиге су му о Месију, Роналду и Нејмару, које су преведене и на српски језик.

## О књизи
Књига Меси: прича о дечаку који је постао легенда је прича о Лионелу Месију који се сматра највећим фудбалером на свету. Аутор се у настанку књиге ослањао на сведочењима Месијевих родитеља, његових тренера из детињства, и касније када је постао међународна звезда, водећих личности из Барселоне, као и самог Лионела Месија.